# Saladares de Cordovilla y Agramón y laguna de Alboraj
Saladares de Cordovilla y Agramón y laguna de Alboraj este o arie protejată (arie specială de conservare — SAC, sit de importanță comunitară — SCI) din Spania întinsă pe o suprafață de 1.463,95 ha, integral pe uscat.

## Localizare
Centrul sitului Saladares de Cordovilla y Agramón y laguna de Alboraj este situat la coordonatele 38°32′39″N 1°36′53″W / 38.5442°N 1.6148°V.

## Înființare
Situl Saladares de Cordovilla y Agramón y laguna de Alboraj a fost declarat sit de importanță comunitară în decembrie 1997 pentru a proteja 12 specii de animale. Situl a fost protejat și ca arie specială de conservare în august 2015.

## Biodiversitate
Situată în ecoregiunea mediteraneană, aria protejată conține 13 habitate naturale: Salicornia și alte specii anuale care populează regiunile mlăștinoase și nisipoase, Tufărișuri termo-mediteraneene și de pre-deșert, Pășuni mediteraneene udate de apa mării (Juncetalia maritimi), Pante stâncoase calcaroase cu vegetație casmofită, Pseudostepă cu ierburi și specii anuale de Thero-Brachypodietea, Galerii și tufărișuri riverane sudice (Nerio-Tamaricetea și Securinegion tinctoriae), Stepe sărăturate mediteraneene (Limonietalia), Tufărișuri halofile mediteraneene și termo-atlantice (Sarcocornetea fruticosi), Vegetație gipsofilă iberică (Gypsophiletalia), Tufărișuri halo-nitrofile (Pegano-Salsoletea), Păduri de pin mediteraneene cu pini mezogeni endemici, Lacuri eutrofice naturale cu vegetație de tip Magnopotamion sau Hydrocharition, Pajiști umede mediteraneene cu ierburi înalte de Molinio-Holoschoenion.
La baza desemnării sitului se află mai multe specii protejate:
- păsări (11): pasărea ogorului (Burhinus oedicnemus), Chersophilus duponti, șerpar (Circaetus gallicus), erete de stuf (Circus aeruginosus), șoim de iarnă (Falco columbarius), Falco naumanni, șoim călător (Falco peregrinus), Pterocles orientalis, turturică (Streptopelia turtur), spârcaci (Tetrax tetrax), nagâț (Vanellus vanellus)
- reptile (1): Mauremys leprosa

Pe lângă speciile protejate, pe teritoriul sitului au mai fost identificate 22 de specii de plante.